# AKB Privatbank Zürich
Die AKB Privatbank Zürich AG ist eine auf die Vermögensverwaltung spezialisierte Schweizer Privatbank mit Sitz in Zürich. Sie war von 2001 bis 2013 eine hundertprozentige Tochtergesellschaft der Aargauischen Kantonalbank. Im Jahr 2013 wurde die AKB Privatbank Zürich AG an die Privatbank IHAG Zürich AG verkauft.
Das Bankinstitut wurde 1988 als «BFZ Bankfinanz» gegründet und 1992 als Schweizer Tochtergesellschaft der Bank Austria in «Bank Austria (Schweiz) AG» (ab 1998 «Bank Austria Creditanstalt (Schweiz) AG») umbenannt. 2001 übernahm die Aargauische Kantonalbank 100 Prozent des Aktienkapitals, firmierte die Bank in «AKB Privatbank Zürich AG» um und band sie in ihre Konzernstruktur ein. Damit baute die Aargauische Kantonalbank ihr Private-Banking-Geschäft für Kunden ausserhalb der eigenen Kantonsgrenze aus.
Die AKB Privatbank Zürich beschäftigt knapp 30 Mitarbeiter und wies per Ende 2008 eine Bilanzsumme von 450,8 Millionen Franken sowie 1,8 Milliarden Franken Kundenvermögen aus.
Am 29. November 2013 wurde die AKB Privatbank Zürich AG von der IHAG übernommen.